# Mario Verheyen
Mario Verheyen (Lier, 17 december 1973) is een Belgische voetballer die in januari 2009 afscheid heeft genomen van het betaald voetbal.
Hij ruilde in 2006 KVC Westerlo na 9 seizoenen in voor die andere Kempense voetbalclub K. Lierse SK. Zo keerde hij dus terug naar de club waar het voor hem echt is begonnen.
Toen bij de jaarwisseling de nieuwe trainer Kjetil Rekdal werd aangesteld, werd hij naar de B-kern verwezen, maar enkele weken later werd hij door trainer Kjetil Rekdal terug opgenomen in de A-kern.

## Clubs
Verheyen speelde in het verleden voor volgende clubs:
- 1980 - 1984: Lyra
- 1984 - 1995: K. Lierse SK
- 1995 - 1996: Sint-Niklaas SK
- 1996 - 1997: Rita Berlaar
- 1997 - 2006: KVC Westerlo
- 2006 - januari 2008: K. Lierse SK
- januari 2008 - juni 2008: Cappellen FC
- juli 2008 - 13 november 2008: FC Eindhoven
- november 2008 - jan 2009 : KFC Dessel sport
- jan 2009 - juni 2009 : KFC Mol
- dec 2014 : speler/trainer Blauberg Sport